# Estadio Municipal Alfonso Murube
El Estadio Municipal Alfonso Murube es un campo de fútbol de la ciudad de Ceuta, situado en la Avenida de Otero s/n, y de propiedad municipal. Es el estadio donde disputaba sus partidos como local la Asociación Deportiva Ceuta, y en el que actualmente juega como local la Agrupación Deportiva Ceuta Fútbol Club. Toma el nombre de Alfonso Murube, antiguo futbolista del Ceuta Sport.

## Historia
El estadio municipal Alfonso Murube fue inaugurado en 1933 con el nombre de Campo Municipal de Deporte, aunque era conocido con el sobrenombre de Docker, referido a unos barracones hospitalarios militares que se encontraba en las mismas puertas de las instalaciones. El 17 de abril de 1942, la junta directiva del Ceuta Sport presidida por Epifanio Hernández, solicita al Ayuntamiento de Ceuta que el estadio se renombre como Alfonso Murube. Alfonso Murube fue un jugador del Ceuta Sport que falleció en Aranjuez durante la guerra civil española. En el estadio jugaron diferentes clubes de Ceuta hasta la desaparición en 1991 de la Agrupación Deportiva Ceuta.
En esos años sin fútbol de Segunda B en la ciudad, el abandono del viejo Murube fue absoluto, por lo que la actual Asociación Deportiva Ceuta, aún bajo la denominación de Ceutí Atlético, disputó su primera temporada en Tercera División en el antiguo José Benoliel, todavía con terreno de juego de tierra y unas gradas que se quedaban pequeñas cada vez que había partido. La temporada posterior también arrancó en el viejo Benoliel, hasta que el 8 de octubre de 1997 se reinaugura el estadio con un encuentro entre la Asociación Deportiva Ceuta y el Algeciras Club de Fútbol, que finalizó con victoria del conjunto ceutí por cuatro goles a dos. Aquel ‘derbi del Estrecho’ correspondía al campeonato de Liga del Grupo X de Tercera División, que concluyó con el equipo caballa como campeón de la Liga regular y con el posterior ascenso en la liguilla, segunda consecutiva que disputaba el Ceuta para regresar a la categoría de bronce del fútbol nacional.
En el Alfonso Murube también se han disputado vibrantes eliminatorias de la Copa del Rey, como las que emparejaron al Ceuta con equipos de Primera como el Málaga CF, el Real Betis, el Mallorca y el Fútbol Club Barcelona. El equipo ceutí fue capaz de apear en aquellas eliminatorias a partido único al Málaga y al Betis y cayó ante el Mallorca en los penaltis. También le plantó cara al mismísimo Barça, aunque la calidad de los azulgrana, se impuso para que vencieran por 0-3 el 3 de enero de 2001 en un Murube atestado de espectadores, y el 10 de octubre de 2010, que lo hizo por 0-2.
Mucho más recientemente, en mayo y junio de 2008, el feudo caballa registró dos llenazos históricos. Fue en los play offs por el ascenso a Segunda División, que emparejó al Ceuta, primero con el Pontevedra y luego con el Gerona. En ese definitivo enfrentamiento contra el conjunto catalán, disputado el 8 de junio, el Murube se llenó hasta la bandera, con más de 8500 espectadores en sus gradas. Sólo el duelo copero contra el Barcelona había congregado a tantos espectadores en el estadio caballa, aunque son muchos los que opinan que en esa eliminatoria se superó incluso la espectacular entrada del mencionado partido contra el equipo barcelonés.

## Localización
Este estadio se encuentra en la Avenida de Otero s/n, justo encima del Polígono Virgen de África

## Eventos deportivos
El 27 de mayo de 1999 el Estadio Municipal fue sede de la ceremonia de apertura de los Juegos del Estrecho.
Una de las mejores entradas de la historia del estadio se registró el 16 de abril de 2002 con motivo de la primera visita a Ceuta de una selección española de fútbol, en concreto la sub-21. El combinado dirigido por Iñaki Sáez se midió el choque amistoso a la extinta Yugoslavia, a la que derrotó con goles de José Antonio Reyes y Fernando Torres, mientras que Jokic anotó para los balcánicos.
Futbolistas como Pepe Reina, Asier Del Horno, Javier Portillo, Mikel Arteta, Xabi Alonso, Raúl Bravo o los mencionados Reyes y Torres defendieron la elástica de España en aquel histórico compromiso.
Algo más de ocho años después, en marzo de 2008, otra Selección Española, en este caso la sub-19, también pisó el césped del Alfonso Murube para enfrentarse, igualmente en encuentro preparatorio, al combinado de Portugal. Un partido en el que los pupilos de Ginés Meléndez vencieron por tres goles a uno.
El 26 de octubre de 2010, el FC Barcelona volvió a visitar el estadio Alfonso Murube para el partido de ida contra la AD Ceuta en la Copa del rey.

## Citas y referencias
1. ↑  Historia de Ceuta y norte de África (30 de octubre de 2007). «Alfonso Murube, de deportista a leyenda.».

- Datos: Q1369445
- Multimedia: Estadio Municipal Alfonso Murube / Q1369445